# Gustaf Hultquist
Den här sidan handlar om ingenjören, för läkaren, se Gustaf Hultkvist.
Gustaf Fredrik Hultquist, född 19 april 1859 i Eksjö stadsförsamling, Jönköpings län, död 29 april 1926 i Oscars församling, Stockholms stad, var en svensk ingenjör, arkitekt och kördirigent. Han var gift med Emma Charlotta Schmid (född 1864 i Klinte, Gotlands län).

## Biografi
Hultquist avlade avgångsexamen från Tekniska Elementarskolan i Örebro 1879. Han var stadsingenjör i Oskarshamns stad 1886–1889 och i Söderhamns stad 1889–1906. Han var också verksam som arkitekt och ritade en rad byggnader i Söderhamn, där hans mest kända verk är utsiktstornet Oscarsborg (1895) på Östra Berget. Han var senare bosatt i Stockholm och verksam som värderingsman i Stockholms stads hypoteksförening samt föreståndare för Stockholms fastighetsägareförenings tekniska byrå.
Hultquist var 1:e dirigent för de nystiftade Norrlands sångarförbund 1897–1922 och Svenska sångarförbundet 1909–1921, därefter hedersdirigent i bägge. Han anförde de stora konserterna vid Olympiska spelen i Stockholm 1912 och vid Svenska spelen 1916 samt svenska Pariskören 1914 och Antwerpenkören 1920. Han organiserade även 4:e allmänna svenska sångarfesten, som hölls i samband med Göteborgsutställningen 1923. Han utgav fyra festskrifter till allmänna svenska sångarfesterna och redigerade 1915–1921 Svenska sångarförbundets månadstidning.

### Fotnoter
1. 1 2 3 4  Sveriges dödbok 1815–2022, nionde utgåvan, Sveriges Släktforskarförbund, december 2023.[källa från Wikidata]
2. ↑  Hultqvist, GUSTAF FREDRIK, Svenskagravar.se, läs online, läst: 21 maj 2017.[källa från Wikidata]
3. ↑  Sten nr 260 – Gustaf Hultqvist, Norra begravningsplatsen.se, läs online, läst: 21 maj 2017.[källa från Wikidata]
4. ↑  Sveriges dödbok 1815–2022, nionde utgåvan, Sveriges Släktforskarförbund, december 2023, Hultqvist, Gustaf Fredrik
(1859-04-19)
DB, FL, Rote 20 (sida: 19061210)?
5. ↑  Sveriges befolkning 1890 (CD-ROM) Riksarkivet 2003